# 33344 Madymesple
33344 Madymesple este o planetă minoră (asteroid), cu un diametru de 6,792 km, din centura de asteroizi. A fost descoperită pe 15 decembrie 1998 la Caussols de OCA-DLR Asteroid Survey⁠(d). 
Obiectul prezintă o orbită caracterizată de o semiaxă mare de 2,6723661 UAi, o excentricitate de 0,21, o înclinație de 5,17769 ° în raport cu ecliptica.